# Bystrovany (železniční zastávka)
Bystrovany je železniční zastávka v Bystrovanech. Nachází se v km 4,549 železniční trati Olomouc - Krnov - Opava mezi stanicemi Olomouc hlavní nádraží a Velká Bystřice. Poblíž zastávky se nachází stejnojmenné automatické hradlo s oddílovými návěstidly umístěnými pro oba směry v km 3,998.

## Popis zastávky
Zastávka je jednokolejná a je vybavena vnějším úrovňovým nástupištěm o délce 165 m, hrana nástupiště je ve výšce 250 mm nad temenem kolejnice. Zastávka je osvětlena osmi automaticky ovládanými svítidly na stožárech.